# Kokoyah (distrito)

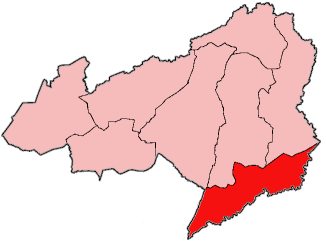
Localização do distrito de Kokoyah no condado de Bong

Kokoyah é um dos oito distritos localizado no condado de Bong, Libéria. População em 2008, 3.702 habitantes.